# Observatório Custer

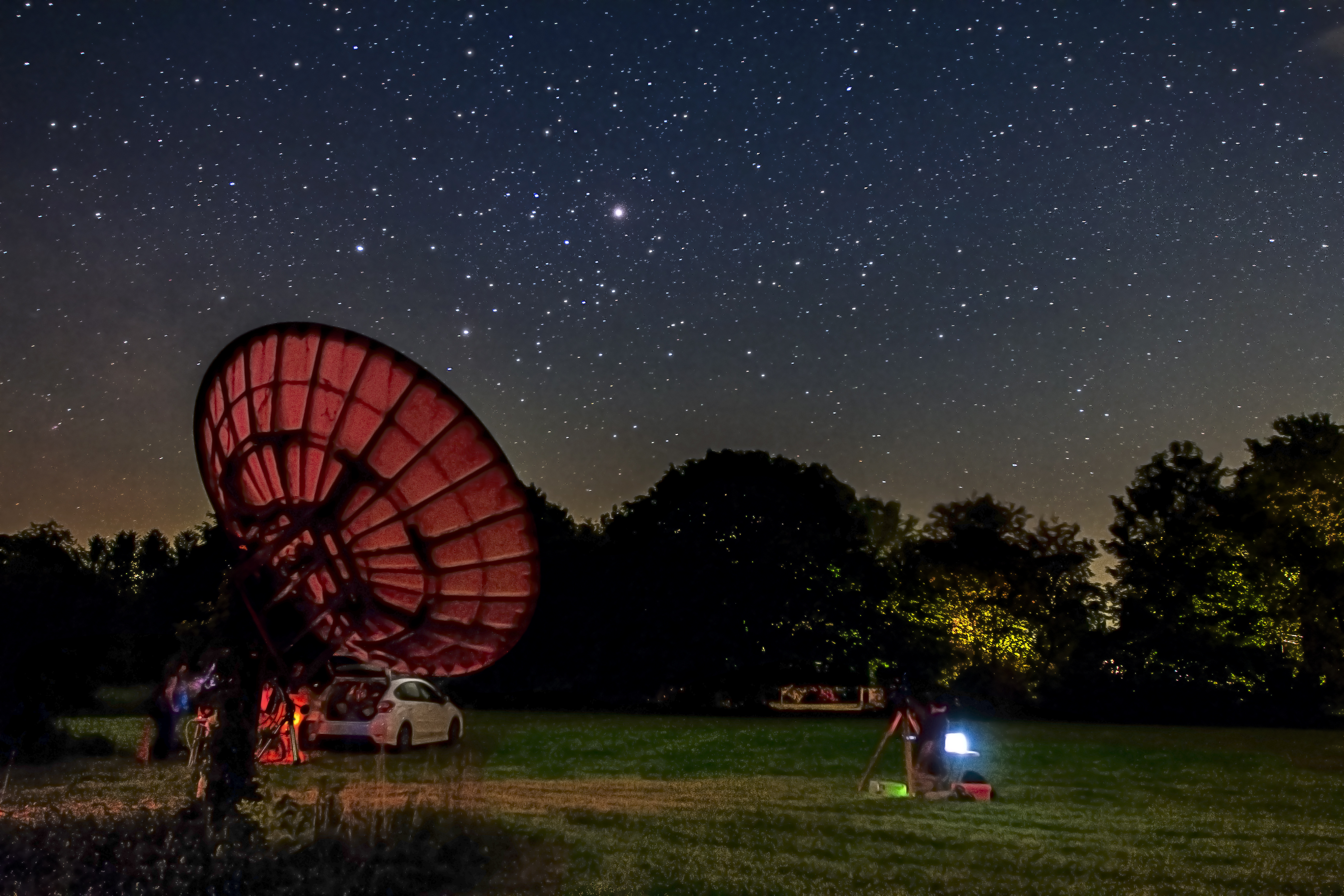
Observatório Custer

Observatório Custer é um observatório astronómico situado nos Estados Unidos, em Southold, Nova Iorque.
Fundado no ano de 1927, é operado pelo Custer Institute.